# فرضة

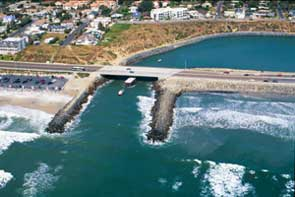

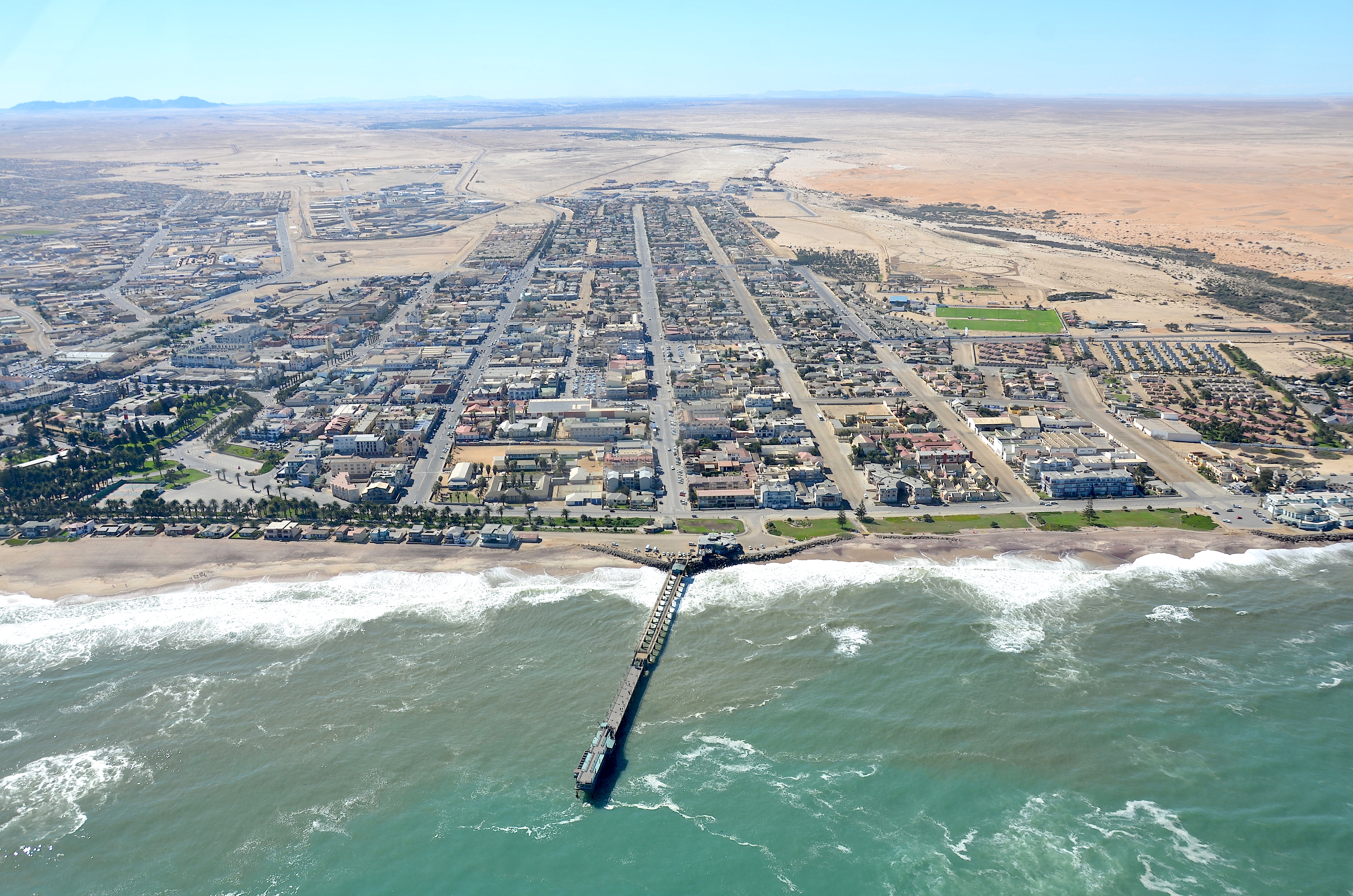
منظر جوي لفرضة في سُواكبُمُند في نميبية (2017)

الفَرضة هيكل يبرز من اليابسة في الماء. قد تكون الفرضة حاجز أمواج أو ممر أو كليهما؛ أو في أزواج ليكون وسيلة لتقييد القناة.